# Euphyia multipunctata
Euphyia multipunctata är en fjärilsart som beskrevs av Taylor 1906. Euphyia multipunctata ingår i släktet Euphyia och familjen mätare. Inga underarter finns listade i Catalogue of Life.